# عطش (فلم)
عطش فيلم مغربي من إنتاج  وكتابة وإخراج  وسيناريو سعد الشرايبيسنة 2002، ومن بطولة كل من عبد الله ديدان، منى فتو، ثريا جبران، لويس لوموان، جان ميشال نواري.

## القصة
تدور أحداث الفيلم خلال فترة الاستعمار الفرنسي للمغرب، وبالضبط بإحدى القرى في الجنوب المغربي سنة 1954 والقصص والحكايات التي تحدث فيها وكذلك مواجهة الوطنيين للمستعمر الفرنسي.

## طاقم الفيلم:[2]
- عبدالله ديدان
- محمد الرزين
- منى فتو
- ثريا جبران
- محمد خيي
- حسين ياسين
- مهجان
- أمل بويرات

## روابط خارجية
- عطش على موقع IMDB
- عطش على موقع allocine